# 小眼鰻鱗鱈
小眼鰻鱗鱈為輻鰭魚綱鱈形目南極鱈科的其中一種，分布於南冰洋海域，棲息深度10-1600公尺，為深海魚類，體長可達35公分，棲息在大陸棚、大陸坡，以浮游動物為食，可做為食用魚。

## 擴展閱讀
維基物種上的相關：小眼鰻鱗鱈